# 四海 (电影)
《四海》（英语：Only Fools Rush In），原名《年轻的故事》，2022年中国大陆剧情片，由韩寒執導，刘昊然、刘浩存、沈腾、尹正、乔杉、张宥浩、冯绍峰等演员出演，于2022年2月1日（大年初一）在中国大陆正式上映。这是中国大陆导演韩寒的第4部导演作品，主要讲述了一群年轻人（留守少年吴仁耀、少女欢颂、不败传说摩托车队等）在不同城市的冒险中，逐渐领悟爱情和友情的真谛、体会离别和相聚意义的故事。

## 剧情
在码头做摩托车特技表演顺便拉客的年轻人吴仁耀（刘昊然 饰），他多年不见的浪荡父亲吴仁腾（沈腾 饰）；梦想大城市生活的餐馆服务员周欢颂和他浮夸真诚的哥哥周欢歌。一支从没有赢过一场比赛的“不败传说”车队频频出战，一群可笑又可爱的小人物命运交织。阿耀和欢颂都立志活成自己亲人的反面，想彼此取暖，彼此独立，却又总不在一个频道上。世事无常，他们不得不背井离乡，迎接一场未知旅途，阿耀的一身技能竟会用在一个自己都意想不到的场合，他的亲情友情和爱情最终又将会是如何……

## 角色
| 演员   | 角色     | 介绍                                             | 备注     |
| ------ | -------- | ------------------------------------------------ | -------- |
| 刘昊然 | 吴仁耀   | 生活在南澳的少年，擅长摩托车特效，与奶奶相依为命 |          |
| 刘浩存 | 周欢颂   | 餐馆服务员，吴仁耀心仪的女孩子                   |          |
| 沈腾   | 吴仁腾   | 吴仁耀的父亲，在广州打工                         |          |
| 尹正   | 周欢歌   | 周欢颂的哥哥，车队大哥，为人浮夸真诚             |          |
| 周奇   | 动兔     | 车队工程师                                       |          |
| 张宥浩 | 红尘     | 车队预备车手                                     |          |
| 乔杉   | 梓良叔   | 杂技团老板                                       |          |
| 冯绍峰 | 李警官   |                                                  |          |
| 高华阳 | 巨雄     | 车队的对手                                       |          |
| 黄晓明 | Showta哥 |                                                  |          |
| 王彦霖 |          | 周欢歌的债主                                     |          |
| 吴彦姝 |          | 吴仁耀的奶奶                                     | 客串出演 |
| 万梓良 | 刘大爷   |                                                  | 客串出演 |
| 陈小春 | 秋哥     | 退役车手                                         | 客串出演 |
| 赵子琪 | 春娟     | 吴仁腾的相好                                     | 客串出演 |

## 制作
- 本片于2021年2月在广东开机[2]，2021年8月20日正式杀青[3]。
- 主演驾驶的机车车型都是韩寒根据片中情节和人物性格亲自选择的经典款。主演刘昊然称他为这部影片学会了骑摩托[4]。
- 影片在汕头南澳岛和广州取景。片中“水泥轮船”前身是海边的一个废弃餐厅，“海上跳台”也是美术组特意搭建而成。剧组将岛上近6万多平方米的盐碱地改造成一个摩托车的土路比赛用地，并运用了数十万个当地用来养殖牡蛎的彩球桶来分割赛道[5]。片中阿耀工作的游乐园为广州最早兴建的一批大型主题乐园广州世界大观、南湖游乐园。